# Prunum nobilianum
Prunum nobilianum är en snäckart som beskrevs av Bayer 1943. Prunum nobilianum ingår i släktet Prunum och familjen Marginellidae. Inga underarter finns listade i Catalogue of Life.